# Маганаді
Магана́ді (гінді महानदी, орія ମହାନଦୀ) — велика річка, що протікає в східній частині Індії. Довжина — 858 км.

## Короткий опис
Річка бере свій початок на плато Чхатпур (північний схід Деканського плоскогір'я), в своїй середній течії в штаті Чгаттісґарг проходить через широку й родючу рівнину. Впадає в Бенгальську затоку Індійського океану, утворюючи разом з річками Брахмані та Байтарані загальну дельту площею близько 15 тисяч км².
Під час літніх мусонів в нижній течії витрата води перевищує 50 тис. м³/с, при цьому річка несе велику кількість наносів і часто розливається навколишніми долинами, створюючи повені. У зимовий посушливий період Маганаді перетворюється на дрібну й вузьку річку з витратою води 30 м³/с.
Поруч із містом Самбалпур розташована ГЕС Хіракуд, потужністю 250 Мвт. Висота греблі — 49 м, довжина 4,8 км, а разом з береговими валами 25,5 км — це найдовша гребля у світі. Штучне водосховище дає змогу зрошувати близько 400 тис. га рисових полів. Судноплавство на річці можливе лише в її нижній течії на 150 км від гирла.

## Дивись також
ГЕС Чіпліма (Хіракуд ІІ)